# Jareninski Dol
Jareninski Dol je naselje v Slovenskih goricah ob cesti Pernica - Šentilj v Občini Pesnica.
Romanska cerkev Marijinega vnebovzetja je bila postavljena 1135. Verjetno je v 12. stoletju ob cerkvi nastala tudi kapela sv. Mihaela. Sedanjo obliko je cerkev dobila po obnovi po turškem požigu 1532 in kaže slogovne znake pozne gotike.
Tu se je rodil pesnik Anton Lah.

## NOB
Organizirano narodnoosvobodilno gibanje se je pričelo 1943, ko so ustanovili krajevni odbor OF. Sodelavci OF so v okupatorjevem občinskem uradu nekaj časa razmnoževali narodnoosvobodilni tisk.